# 宮本正樹
宮本 正樹（みやもと まさき、1973年4月7日 - ）は、映画監督・脚本家。神奈川県出身。

## 来歴
神奈川県生まれ。日本大学芸術学部映画学科に入学、監督コースにて映画製作を学ぶ。卒業後は、日本大学大学院へ進み、芸術学研究科で博士号を習得。日本大学芸術学部映画学科の講師としても活動している。大学院修士課程での制作作品を発表する上映会にてアキルフィルム主宰の安河内央之と出会い、その後もフリーランスでて活動する傍ら、アキルフィルムに参加。中・短編映画を多く手掛けており、各映画祭に出品。2003年制作の『うそつき由美ちゃん』では、黒澤明記念ショートフィルム・コンペティションにて奨励賞、小津安二郎記念蓼科高原映画祭では短編コンクール入賞、富士フイルム主催フィルムラバーズフェスタにて奨励賞を受賞。2014年公開の『共に歩く』にて、長編映画デビューを飾る。2016年7月2日、神奈川県横浜「ブリリア・ショートショートシアター」・群馬県伊勢崎市「プレビ劇場ISESAKI」にて、日本国憲法第九条に真正面から挑んだ力作『第九条』が公開された。

## 主な監督作品

### 映画

#### 長編映画
- 『共に歩く』（2014年4月5日） -　監督・脚本[2][3][4][5]
- 『第九条』（2016年7月2日） - 監督・脚本[6][7][8][9]

#### 短・中編映画
- 『逃げ切れるか』（1997年）
- 『ダイヤモンド』（1998年）
- 『Family』（2001年）
- 『二十年後の約束』（2003年）
- 『うそつき由美ちゃん』（2003年）
- 『オーディション・ザ・ムービー』（2007年）
- 『夢』（2009年）
- 『折り鶴』（2012年）

### CM
- ACジャパン公共広告　『いじめバイバイ・みんなの勇気』篇（1998年）[10]

## 著書
- 『バミューダ・トライアングル』（エンターブレイン）[11]
- 『半次郎』（幻冬舎）[12]

## 受賞歴
- 2003年
  - 『20年後の約束』
    - 第3回シーズ・ネクスト - Survive16選出
- 2006年
  - 『うそつき由美ちゃん』
    - 黒澤明記念ショートフィルム・コンペティション2006 - 奨励賞
    - 第五回小津安二郎記念蓼科高原映画祭・短編映画コンクール - 入賞[13]
    - 富士フイルム主催フィルムラバーズフェスタ - 奨励賞
- 2007年
  - 『オーディション・ザ・ムービー』 
    - 富士フイルム主催フィルムラバーズフェスタ - グランプリ